# プリファード・ホテル・グループ
プリファード・ホテル・グループ (Preferred Hotel Group) は、世界80か国以上約600の独立系高級ホテルおよびリゾート施設が加盟するホテルグループである。

## 概略
プリファード ホテルズ&リゾーツ (Preferred Hotels & Resorts) は、1968年設立の世界で最大の独立系ホテルブランド。
80か国において600以上のホテルやリゾート、レジデンスと、特色のあるホテル・グループが加盟している。世界35都市以上に20を超えるオフィスおよびアソシエイツを置き、その世界的な運営規模と高いブランド力を通じ、ホテルのオーナーやオペレーター、マネジメント会社に戦略的優位性をもたらし、グループ、法人、レジャーの戦略的営業、統合型のマーケティング・ソリューション、包括的な収益管理、全世界でアクセス可能な予約システム、革新的なディストリビューション・テクノロジー、そしてゲストのニーズに合わせたサポートなど、多岐にわたるサービスを提供することにより、加盟施設の目標達成をサポートする。5つのグローバルなコレクション (レジェンド、L.V.X.、ライフスタイル、コネクト、プリファード・レジデンス) はゲストに、ライフスタイルや旅、イベントのご要望に沿った、唯一無二のラグジュアリーな体験を提供する。

### ブランド
- アイ・プリファー・ホテルリワード：IPrefer Hotel Rewards（アイ・プリファー・ホテルリワード）メンバーは、参加対象ホテルでの宿泊ごとに、リワードサーティフィケートに交換出来るポイント、エリートステータス、無料ベネフィットなどの特典を、数百におよぶ世界各地の参加対象ホテルにおいて利用できる。対象となる予約経路による滞在で、客室適用料金1米ドルごとに10ポイント獲得に加え、メンバーのステータスに応じた様々な特典がある。このステータスは過去12か月間の獲得ポイント数によって決定される。
  - シルバー(0-24,999ポイント): 対象となる予約による滞在にポイント付与、優先アーリー・チェックイン、優先レイト・チェックアウト、お部屋のアップグレード、無料インターネットアクセス
  - ゴールド（25,000-49,999ポイント）：シルバー特典に加え、ワインボトル、スパクレジット、地元産コーヒーバッグなどのユニークなウェルカムアメニティーのほか、対象となる滞在ごとに1米ドルにつき12ポイント獲得することができます。
  - タイタニウム(50,000ポイント以上):シルバー特典に加え、ウェルカム・アメニティと50 %のボーナスポイント付加（1米ドルごとに15ポイント獲得）**到着時の空室状況による
  - 到着時の空室状況による獲得ポイントは、リワードサーティフィケートに交換でき、世界で650以上のプログラム参加対象ホテルで、客室料金、ホテルのアメニティ、ダイニングやスパサービスなどの付帯施設でのお支払いに利用できる。I Prefer（アイ・プリファー）モバイルアプリを通じて、メンバーは宿泊のご予約、ポイントのリワードサーティフィケートへの交換、など利用できる。2025年現在、全世界で500万人以上がIPrefer（アイ・プリファー）ホテルリワードプログラムに登録している｡

- プリファード・レジデンスは、インターバル・インターナショナル社との戦略的提携を通じて立ち上げた、会員制のラグジュアリーなシェアードオーナーシップ・リゾート、プライベート・レジデンスクラブ、コンドミニアム型ホテルのためのブランディング・プログラム。また、当プログラムは住居（レジデンス）さながらのゆったりとしたスペース、プライバシー、柔軟性と、ホテル滞在の贅沢さや利便性を合わせ持つ体験を短期滞在のゲストにも提供している。プリファード・レジデンスはホテル・レジデンス、アパートメント・レジデンス、ホリデー・レジデンスの3つに分かれており、ゲストの用途に合わせたスタイルを選択する。プリファード・レジデンスでは世界の主要なリゾートや都市部にレジデンスを網羅しており、VIP物件から、ビーチフロントのバンガロー、コンテンポラリーなアパートメント、カントリーコテージまで多彩に展開している。広々としたリビング、最高水準のキッチン、オーダー家具などを備えているほか、プライベートプールやコンシェルジュサービス、リゾートカーサービスなどの特典もある。

- プリファード・ファミリーは、数百に及ぶ家族旅行に適したホテルとリゾートを展開する。乳幼児からティーンエージャーまでの子供用サービスを用意し、5つのカテゴリー(アメニティ、施設、プログラム、サービス、エンターテインメント)において幅広い年齢層を対象としたサービスの基準を満たすよう、各施設に求めている。

- プリファード・プライド プリファード・プライドに参加するホテルでは、LGBTコミュニティのニーズを理解し最良のサービスを提供するためチェックインからチェックアウトまで細部に渡る多種多様なトレーニングを行っており、特別レート、50USDのホテルクレジットとウェルカムアメニティの特典がある。
- プリファード・ゴルフは、伝説的なフェアウェイや多くの格式あるプロトーナメントが開催されるコースでの、記憶に残るゴルフ体験を提供する。提携ゴルフリゾートで二泊以上連泊の際、1ラウンドを無料提供するほか、メンバー特別料金、ティータイムやご予約をパーソナルにサポートする専用VIP デスクサービス、グリーンフィー最大25 %割引、IPrefer（アイ・プリファー）のメンバーシップ付与など特典がある。

## その他の活動

### 慈善事業
- GIFTTSプログラム Great Initiatives for Today’s (Tomorrow’s) Society - (現代そして未来社会の為の優れた取り組み)は2006年にスタートした社内プログラムで、各国の加盟施設と従業員と共にCSR活動に取り組み、地域社会に貢献しています。プリファードホテルズ&リゾーツの年次会議において、4つのカテゴリー(慈善事業、地域活動、教育、サステナビリティと総合評価)に分けて評価し、目覚ましい取り組みを行った施設にパイナップル・アワードを授与。また参加したすべての加盟施設には表彰が贈られます。これに加えてプリファード・リゾーツ& ホテルズでは、ボランティア精神と社会的責任に対する意識を育む為、世界各地の事業拠点において、スタッフを年二日間地域でのボランティア活動に従事させるプログラムに取り組んでいます。

## 日本のプリファード・ホテル・グループ加盟ホテル
- ホテル椿山荘東京（東京都文京区）
- ホテルニューオータニ "The Main"（東京都千代田区）
- ホテルニューオータニ "Executive House Zen"（東京都千代田区）
- ザ・キャピトルホテル 東急（東京都千代田区）
- 京都東急ホテル（京都府京都市下京区）
- ザ・プリンス パークタワー東京（東京都港区）
- グランドニッコー東京 台場（東京都港区）
- 京王プラザホテル（東京都新宿区）2003年8月加盟
- ロイヤルパークホテル（東京都中央区）
- ザ ロイヤルパークホテル アイコニック 東京汐留（東京都港区）
- ホテルニューグランド（神奈川県横浜市中区）2011年4月1日加盟
- THE THOUSAND KYOTO（京都府京都市下京区）
- セルリアンタワー東急ホテル（東京都渋谷区）